# Szerowiczi (rejon rudniański)
Szerowiczi (ros. Шеровичи) – wieś (ros. деревня, trb. dieriewnia) w zachodniej Rosji, w osiedlu wiejskim Czistikowskoje rejonu rudniańskiego w obwodzie smoleńskim.

## Geografia
Miejscowość położona jest nad Gotynką, przy drodze federalnej R120 (Orzeł – Briańsk – Smoleńsk – granica z Białorusią), 2 km od najbliższego przystanku kolejowego (450 km), 4 km od centrum administracyjnego osiedla wiejskiego (Czistik), 4 km od centrum administracyjnego rejonu (Rudnia), 60 km od Smoleńska.
W granicach miejscowości znajdują się ulice: Bieriozowaja, Centralnaja, Gwardiejskaja, Jubilejnaja, Komsomolskaja, Ługowaja, Mołodiożnaja, Polewaja, Proletarskaja, Rudnianskaja, Sadowaja, Siewiernyj pierieułok, Smolenskaja, Sowietskaja, Sportiwnaja, Szkolnaja, Zapadnaja, Zapolnaja.

## Demografia
W 2010 r. miejscowość zamieszkiwało 630 osób.

## Historia
W czasie II wojny światowej od lipca 1941 roku wieś była okupowana przez hitlerowców. Wyzwolenie nastąpiło w październiku 1943 roku.